# Romy Tarangul
Romy Tarangul (Frankfurt de l'Oder, 19 d'octubre de 1987) és una esportista alemanya, d'origen romanès, que va competir en judo, guanyadora d'una medalla de bronze en el Campionat Mundial de Judo de 2009 i dues medalles en el Campionat Europeu de Judo, plata en 2008 i bronze en 2012.

## Palmarès internacional
| Campionat Mundial | Campionat Mundial          | Campionat Mundial | Campionat Mundial |
| Any               | Lloc                       | Medalla           | Categoria         |
| ----------------- | -------------------------- | ----------------- | ----------------- |
| 2009              | Rotterdam ( Països Baixos) | 3                 | –52 kg            |
| Campionat Europeu |                            |                   |                   |
| Any               | Lloc                       | Medalla           | Categoria         |
| 2008              | Lisboa ( Perú)             | 2                 | –52 kg            |
| 2012              | Txeliàbinsk ( Rússia)      | 3                 | –52 kg            |